# Kręgi (film)
Kręgi (tytuł oryginalny: Krugovi) – serbski film dramatyczny z 2013 roku w reżyserii Srdana Golubovicia. 

## Opis fabuły
W czasie wojny domowej w Jugosławii trzech żołnierzy serbskich na czele z oficerem Todorem atakuje właściciela kiosku Harisa, Muzułmanina, któremu skończyły się papierosy. Tłuką szyby w kiosku, wywlekają go i katują na środku rynku. W jego obronie staje serbski żołnierz Marko. Udaje mu się uratować Harisa, ale następnie sam zostaje pobity na śmierć. Po 12 latach Ranko, ojciec Marka, prowadzi budowę cerkwi, kiedy pojawia się Bogdan, syn jednego z zabójców jego syna. W Belgradzie do szpitala trafia Todor, kolejny z zabójców, którego ma operować Nebojša, dawny przyjaciel Marka. Haris, który przeżył, wyemigrował do Niemiec i założył tam rodzinę, próbuje spłacić dług wdzięczności wobec Nady, byłej narzeczonej Marka, prześladowanej przez obecnego męża.
Fabuła filmu nawiązuje do wydarzeń z 1993, kiedy to Serb Srđan Aleksić z Trebinja uratował przed śmiercią Muzułmanina Alena Glavovicia.

## Obsada
- Aleksandar Berček jako Ranko (ojciec Marka)
- Leon Lučev jako Haris
- Nebojša Glogovac jako Nebojša (kardiochirurg)
- Nikola Rakocević jako Bogdan
- Hristina Popović jako Nada (była narzeczona Marka)
- Boris Isaković jako Todor (serbski oficer)
- Vuk Kostić jako Marko (serbski źołnierz)
- Dejan Cukić jako mąż Nady
- Jasna Đuričić jako Danka
- Emir Hadžihafizbegović jako Esad
- Marko Janketić jako Petar (pomocnik Ranka)
- Radoje Čupić jako kierowca

## Nagrody i wyróżnienia
- Film otrzymał nagrodę publiczności na Międzynarodowym Festiwalu Filmowym w Sarajewie i Złotą Morelę na Międzynarodowym Festiwalu Filmowym w Erywaniu w 2013. Film został zgłoszony jako serbski kandydat do nagrody Amerykańskiej Akademii Filmowej dla najlepszego filmu nieanglojęzycznego, ale nie uzyskał nominacji.